# الانتخابات البرلمانية المصرية 1929
الانتخابات البرلمانية المصرية 1929 أو الانتخابات النيابية المصرية 1929 هي انتخابات لمجلس النواب المصري قد انعقدت في 21 ديسمبر 1929. فاز في هذه الانتخابات حزب الوفد بمئة وثمانية وتسعين مقعدًا من أصل مئتين وستة وثلاثين مقعدًا. قاطع الانتخابات حزب الأحرار الدستوريين وشارك حزب الاتحاد بستة وعشرين مرشحًا وكذلك شارك الحزب الوطني المصري بأربعة مرشحين.

## النتائج
| الحزب               | الأصوات | % | المقاعد | +/– |
| ------------------- | ------- | - | ------- | --- |
| حزب الوفد           |         |   | 198     | +48 |
| أحزاب أخرى ومستقلون |         |   | 38      | –27 |
| أصوات باطلة         |         | – | –       | –   |
| الإجمالي            |         |   | 236     | +21 |